# Josep Orriols

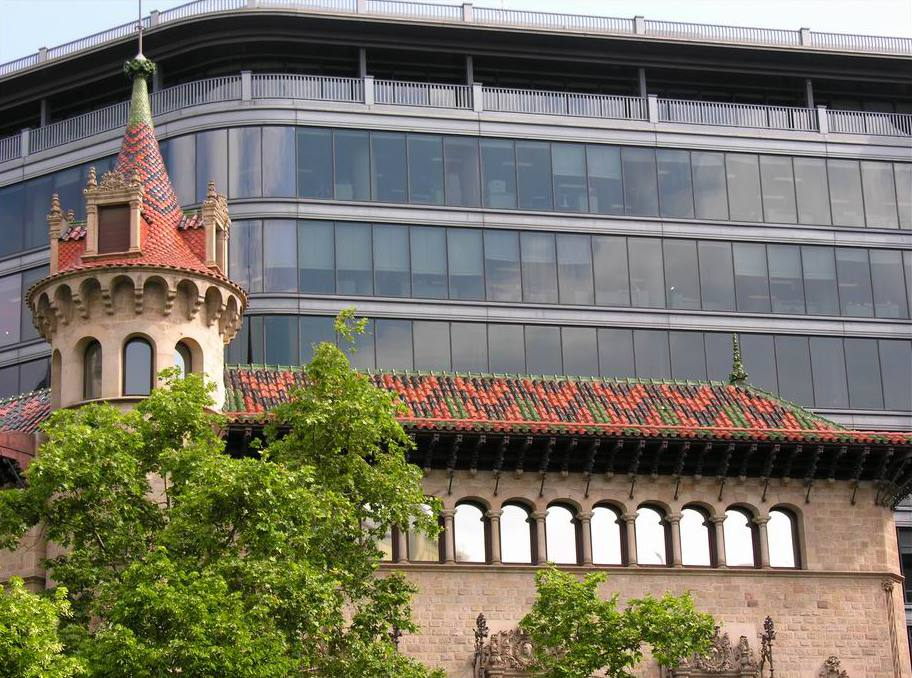
Cubierta de Can Serra con tejas y remates de cerámica realizada por Josep Orrriols.

Josep Orriols i Pons (f. 1936) ceramista modernista.
Su padre, Josep Orriols Cortina, ya era ceramista y tenía una fábrica de productos cerámicos en la antigua Villa de Gracia (Barcelona). Josep Orriols sucedió a su padre al frente de la fábrica en 1882. Además de la fábrica, tenía un taller en la Travessera de Gràcia, 63 y una sucursal en la calle Hospital, 118 de Barcelona.
Como fabricante trabajaba para los principales arquitectos, colaborando, a menudo con otros artistas que realizan el diseño y la instalación de la obra, como Mario Maragliano y Lluís Brú.
Estaba especializado en elementos de exterior, tejas, revestimiento de fachadas, escamas barnizadas, y baldosas para pavimentos.
Recibió varios premios en exposiciones de actividades artísticas como en la Exposición local del Fomento Voluntario de Gracia (1880) y la Exposición de Industrias Artísticas e Internacionales del Ayuntamiento (1892). Optó a una plaza de profesor de la Escuela Superior de los Bellos Oficios, pero la obtuvo Francesc Quer.

## Obras
- Dirigidas por Lluís Domènech i Montaner.
  - Hospital de la Santa Cruz y San Pablo donde consta su participación, si bien la mayor parte de la producción se debe a la fábrica Pujol i Bausis.
  - Palacio de la Música Catalana se cree que colaboró con Lluís Brú en la confección del panel principal de la fachada, hay documentadas diversas facturas de Josep Orriols.
- Dirigidas por Antoni Gaudí.
  - Palacio Güell también aquí compartió la producción con Pujol i Bausis. Se desconoce la autoría de cada uno.
  - Colegio Teresiano de Barcelona en el que realizó columnas, jarros, pináculos y chimeneas.
- Dirigido por Francisco Berenguer.
  - Bodegas Güell alizar de la torre que hay al lado de la bodega. Se trata de baldosas blancas y verdes en forma escalonada.
  - Santuario de San José de la Montaña (Barcelona), aliceres de la zona del convento-asilo.
- Dirigido por Joan Martorell Montells.
  - Convento de San Ignacio (Barcelona), escamas multicoleres en el techo de la torre.
  - Convento de San Ignacio (Manresa), tejas cerámicas.
- Dirigido por Josep Puig i Cadafalch.
  - Can Serra, donde colocó tejas y remates con reflejos metálicos y por debajo de los balcones.
- Dirigido por Antoni Rovira.
  - Casa Ramon Casas en el Paseo de Gracia (Barcelona), toda la cerámica es suya, aliceres y techo del vestíbulo, columnas, fuente y un alizar en estilo renacentista en el patio interior.
- Dirigido por Antonio Rovira y Trías.
  - Mercado de San Antonio (Barcelona), baldosas esmaltadas en la zona de la cúpula.
- Dirigido por Enric Sagnier.
  - Casa de la viuda Mandri (Barcelona), realizó un gran panel con una Virgen de Montserrat (Desaparecido)
- Dirigido por Salvador Valeri.
  - Casa Comalat (Barcelona), tejas de tonalidad verdosa en el tejado, decoración escultórica de la portería con florones.
- Dirigido por José Vilaseca.
  - Casa Comas de Argemir (Barcelona), cerámica de la fachada y en la parte inferior de la torre.